# Stereochlaena cameronii
Stereochlaena cameronii är en gräsart som först beskrevs av Otto Stapf, och fick sitt nu gällande namn av Pilg.. Stereochlaena cameronii ingår i släktet Stereochlaena och familjen gräs. Inga underarter finns listade i Catalogue of Life.